# Tragiczne dzieje doktora Fausta
Tragiczne dzieje doktora Fausta – spektakl Teatru 13 Rzędów w Opolu w reżyserii Jerzego Grotowskiego według dramatu o tym samym tytule Christophera Marlowe’a w przekładzie Jana Kasprowicza. Premiera przedstawienia (jednocześnie polska prapremiera) odbyła się 23 kwietnia 1963 roku.

## Obsada
Faust: Zbigniew Cynkutis
Mefisto: Rena Mirecka i Antoni Jahołkowski
Wagner, Waldes, Benwolio: Ryszard Cieślak
Kuba: Maciej Prus, następnie Mieczysław Janowski
Stary człowiek, Bartek: Zygmunt Molik
Korneliusz, Kardynał, Cesarz Fryderyk: Andrzej Bielski
Piękna Helena: Tune Bull

## Tematyka i przebieg spektaklu
Faust Marlowe’a (Jerzy Grotowski widział w nim podobieństwo do polskich bohaterów romantycznych) sprzedając duszę diabłu, badał własne możliwości, chciał być panem życia i śmierci, tym samym dorównać Bogu. Grotowski wykorzystał jedyny dostępny mu przekład na język polski autorstwa Jana Kasprowicza z 1912 roku (pierwsze wydanie datuje się na 1908). Drugie wydanie przekładu zawiera dwie wersje dramatu Marlowe’a – w tekście głównym zapisana jest wersja tragedii z 1604 roku, w dodatku Kasprowicz przytacza oboczności i sceny alternatywne z wydania z 1616 roku. W scenariuszu do spektaklu reżyser zmontował sceny z obu wersji dramatu. Ramą spektaklu była scena XVI dramatu. Grotowski zachował strukturę moralitetową, ukazując życie Fausta w formie retrospektywnej opowieści zaprezentowanej jego uczniom na pożegnalnej uczcie. W rolę gości wcielali się widzowie i dwaj aktorzy – Zygmunt Molik i Maciej Prus. Głównym elementem stworzonej przez Jerzego Gurawskiego architektury przestrzeni był długi drewniany stół-scena w kształcie litery T, zbudowany z podestów, wzdłuż których siedzieli widzowie. W trakcie uczty bohater, przechadzający się na podestach, prezentował zgromadzonym sceny ze swego życia, m.in. były to: wizyta u Korneliusza i Waldensa po tajemną formułę wywołującą szatana (w podwójnej roli – żeńskiego i męskiego – Mefista: Antoni Jahołkowski i Rena Mirecka), wywoływanie duchów za pomocą pieśni Ludu, mój ludu, samoponiżenie Fausta, podpisanie cyrografu, 7 cudów Fausta, diabelskie wizje Raju i Piekła, wywoływanie przez Fausta Pięknej Heleny, finałowy monolog umierającego bohatera.

## Symbolika chrześcijańska
W spektaklu było wiele odwołań do ikonografii chrześcijańskiej. Podwójny Mefisto zastępował oryginalne postacie Duchów Dobrego i Złego toczących walkę o Fausta. Działania diabłów naśladowały akty liturgiczne (chrzest, Pietà, obłóczyny). Faust rozgrzeszał Siedem Grzechów Głównych, pod postaciami których Mefisto mamił bohatera. Ostatni monolog mężczyzny zakończony był jego krzykiem i serią nieartykułowanych dźwięków, kojarzących się z erotycznym spełnieniem. Mefisto męski wynosił Zmarłego na plecach jak ofiarę, zwisającą bezwładnie głową w dół, z rękoma uderzającymi o deski sceny. Za nim kroczył ze złożonymi do modlitwy dłońmi Mefisto żeński i nucił Ludu, mój ludu. Grotowski zainscenizował mit Fausta-buntownika, budując porównanie do postaci Jezusa Chrystusa, odczytywanego heretycko jako buntownik i zbawca przeciwko światu i ludzkiemu prawu.

## Akt całkowity
W pracy nad rolą Fausta, zwłaszcza nad jego wielkim finałowym monologiem, Grotowski ze Zbigniewem Cynkutisem podjęli pierwszą w Teatrze Laboratorium próbę powołania aktu całkowitego. Do aktu całkowitego dochodziło podczas indywidualnych prób, ale nie udało się go przenieść do spektaklu jako precyzyjnie ponawiany proces zachodzący na żywo na scenie. Grotowski kontynuował z powodzeniem pracę z Ryszardem Cieślakiem w Księciu Niezłomnym, następnie z całym zespołem w Apocalypsis cum figuris.

## Ciekawostki
Fragmenty spektaklu (z próby w czerwcu 1963) można obejrzeć w filmie Pocztówka z Opola w reżyserii Michaela Elstera, dostępnym w Czytelni. im. Ludwika Flaszena w Instytucie im. Jerzego Grotowskiego.
Grotowski dwukrotnie wyreżyserował historię Fausta – w Teatrze Polskim w Poznaniu wystawił Fausta Johanna Wolfganga Goethego (premiera 13 kwietnia 1960, w przekładzie Józefa Paszkowskiego).
Asystentem reżysera był Eugenio Barba, późniejszy założyciel Odin Teatret. To z jego inicjatywy na gościnne pokazy Tragicznych dziejów doktora Fausta w Łodzi przyjechali z Warszawy goście X Kongresu Międzynarodowego Instytutu Teatralnego ITI. Po pokazach zespół otrzymał zaproszenia na występy zagraniczne, m.in. w kolejnych sezonach Teatru Narodów w Paryżu w latach 1964 i 1965. Zespół nie otrzymał jednak zgody na wyjazd od władz PRL.